# Benjamin H. Irwin
Benjamin Hardin Irwin var en färgstark amerikansk helgelseförkunnare och grundare av Fire-Baptized Holiness Church.
Irwin blev frälst och döpt i en baptistförsamling och sade så småningom upp sin juristtjänst och blev baptistpastor.
Genom Iowa Holiness Association (IHA) kom Irwin i kontakt med helgelserörelsen och dess förkunnelse om helgelse (sanctification) som en ögonblicklig andra välsignelse i en kristens liv. Efter att själv ha gjort en sådan helgelseupplevelse slöt han sig till IHA och började studera skrifter av metodistpionjärerna John Wesley och John Fletcher.  
Enligt den sistnämnde hade många tidiga brittiska metodister gjort en erfarenhet av en tredje välsignelse, "baptism of burning love".
1895 publicerade Irwin en artikel i tidningen Way of Faith i vilken han presenterade sina tankar om en  tredje välsignelse, dopet i helig ande och eld. Detta ledde till att Irwin och hans anhängare uteslöts ur IHA och bildade Fire Baptized Holiness Association of Olmitz, Iowa.  
Irwin utvecklade så småningom sin lära till att omfatta de fjärde, femte och sjätte välsignelserna, uppkallade efter olika explosiva ämnen (dopen i dynamit, melinit och oxidit).